# روش فورستر–دکر
روش فورستر–دکر (انگلیسی: Forster–Decker method) مجموعه‌ای از واکنش‌های شیمیایی است که یک آمین نوع اول(۱) را به یک آمین نوع دوم(۶) تبدیل می‌کند. این سری واکنش‌ها شامل تشکیل شیف‌باز(۳) و سپس آلکیل‌دار کردن و آبکافت است.